# Sögel
Sögel é um município da Alemanha localizado no distrito de Emsland, estado da Baixa Saxônia.
É membro e sede do Samtgemeinde de Sögel.

## Demografia
Evolução da população:
| ano  | população |
| ---- | --------- |
| 1821 | 1.681     |
| 1848 | 1.979     |
| 1871 | 2.086     |
| 1885 | 1.971     |
| 1905 | 2.367     |
| 1925 | 2.824     |
| 1933 | 3.146     |
| 1939 | 3.526     |
| 1946 | 3.238     |
| 1950 | 3.422     |
| 1956 | 3.163     |
| 1961 | 3.111     |
| 1971 | 3.948     |
| 2005 | 6.729     |